# 草薙仁
草薙 仁（くさなぎ じん、1967年1月17日 - ）は、日本の俳優。アイティ企画所属。

## 人物
中央大学法学部中退。劇団青年座養成所出身。
身長177cm。体重65kg。血液型O型。
趣味は自分流の料理、オートバイ、路上ライブ活動。スポーツはボクシング、野球、クラシックバレエ、居合道（三段）。
父は俳優の草薙幸二郎。
父の幸二郎は京都の撮影所で、長男が生まれたことを知ったという。役者仲間に「良い名はないかねぇ?」と相談した所、八代目市川雷蔵が「仁はどうかな?」と提案して決まった。

## 出演

### 映画
- 幕末純情伝（1991）薬師寺光幸監督 - 若侍　役
- ひかりごけ（1992）熊井啓監督 - 西川（奥田瑛二）の弟　役
- BE-BOP-HIGHSCHOOL（1994）きうちかずひろ監督 - 伊藤　役
- ゴジラvsスペースゴジラ（1994）山下賢章監督 - 上原誠　役[1]
- 三たびの海峡（1995）神山征二郎監督 - 康元範　役
- Zの回路 復讐の裏ゴト師（1996）石川均監督 - リン　役
- 野獣死すべし（1997）廣西眞人監督 - 塩田　役
- 鉄と鉛（1997）きうちかずひろ監督 - 刑事　役
- やわらかい肌（1998）佐藤寿保監督 - 和彦　役
- チンパオ 陳宝的故事（1999）中田新一監督 - 木戸中尉　役
- Joker 厄病神（1999）小松隆志監督 - 殺し屋　役
- 生きたい（1999）新藤兼人監督 - 山本輝夫　役（父　三國連太郎　姉　大竹しのぶ）
- 僕らの夏休み（2002）後藤俊夫監督 - 桂木正樹　役
- 泣かないで マンドリン（2003）根本銀二監督 - 長野日報記者　役
- 石井のおとうさんありがとう（2004）山田火砂子監督 - 山室軍平　役
- ビタミン愛（2006）五十嵐敬司監督 - 鈴木治郎　役
- 筆子・その愛 -天使のピアノ-（2007）山田火砂子監督 - 貴族　役
- よさこいの向こうに（2009）後藤俊夫監督 - 松村真一　役
- 笑顔がいちばん（2011）坂下正尚監督 - 福島から来た父親　役
- 大地の詩 留岡幸助物語（2011）山田火砂子監督 - 田中常次郎　役
- ブラックフィルム（2014）荻島達也監督 - 医師　役
- ひいらぎとくぬぎ−多磨全生園 人権の森（2014）山中 有監督  鈴木　役
- 過ぐる日のやまねこ（2014）鶴岡慧子監督 - 枝波玲二　役
- 望郷の鐘 満蒙開拓団の落日（2015）山田火砂子監督 - 山崎一郎　役
- 母  小林多喜二の母の物語（2017）山田火砂子監督 - 佐々木（タコ）　役
- 青春のしおり（2019年）佐藤重直監督
- Buttery（2019年）Mackenzi Sheppard監督
- TRAVERSE  （2019年）岡田有甲監督-佐山隆介 役
- 一粒の麦  荻野吟子の生涯 （2019年）山田火砂子監督  ヤクザ組頭 役
- ALL THE SONGS WE NEVER SANG（2023年）Chris Rudz監督

### テレビドラマ
- はぐれ刑事純情派part3 18話 黒いロープの殺意（1990年、テレビ朝日）鷹森立一監督 - 暴走族　役
- 白いシャツの女（1992年、フジテレビ） - セミレギュラー 社員　役
- さすらい刑事旅情編（テレビ朝日）
  - さすらい刑事旅情編III 23話 白いコートの女の殺意（1990年）天野利彦監督 - 冬山登山隊　役
  - さすらい刑事旅情編IV 17話 東京駅 消えた凶器 （1991年）山口和彦監督
- 俺たちルーキーコップ（1992年、TBS）1話〜14話 - レギュラー 尾根武彦　役 ※デビュー作
- はだかの刑事 11話 腰抜け刑事の逆襲（1993年、日本テレビ）村川透監督 - 山形から上京した警察官　役
- 火曜サスペンス劇場（日本テレビ）
  - おかしな夫婦（1995年）村川透監督 - 巡査役
  - 逆転無罪（2000年）長尾啓司監督 - レイプ犯人　役
- 風の刑事 東京発 特急あさま 高原に消えた恋人（1996年、テレビ朝日）村川透監督 - ゲスト主役
- 刑事追う! 20話 疵（1996年、テレビ東京）村川透監督 - 記者役
- はみだし刑事情熱系（テレビ朝日）
  - はみだし刑事情熱系part1 14話レイプ涙の銃弾（1997年）村川透監督
  - はみだし刑事情熱系part3 20話 涙の千羽鶴愛憎殺人（1999年）村川透監督 - ゲスト主役
  - はみだし刑事情熱系part5 最終回スペシャル 涙の再開（2001年）村川透監督
  - はみだし刑事情熱系part7 2話 暴走デカ生中継（2003年）村川透監督
- 金曜プレステージ ドクター小石の事件カルテ（2004年、フジテレビ）長尾啓司監督 - 藤木俊也　役
- 警視庁特殊部隊512（2005年、日本テレビ）森雅弘監督 - 瀬田直人　役
- 土曜ワイド劇場（テレビ朝日）
  - 鉄道捜査官part5 殺意の函館本線（2005年）村川透監督 - 西川刑事　役
  - 新 棟居刑事シリーズpart3 青春の雲海（2008年）村川透監督 - 星住幸治　役
- 感染爆発〜パンデミック・フルー（2008年、NHK総合）望月良雄監督 - 医師　役
- おみやさんpart6 最終話 手作り餃子に秘められた過去（2009年、テレビ朝日）村川透監督 - 小泉隆志　役
- 水曜ミステリー9 動物病院・彩子の事件カルテ（2009年、テレビ東京）水谷俊之監督 - スタッフ　役
- 西村京太郎トラベルミステリー（テレビ朝日）
  - 西村京太郎トラベルミステリー55 寝台特急カシオペア殺人事件（2011年）村川透監督 - 浮浪者　役
  - 西村京太郎トラベルミステリー58 山形新幹線つばさ129号の女（2012年）村川透監督 - 釣り船店主　役
  - 西村京太郎トラベルミステリー61 越後会津殺人ルート（2014年）村川透監督 - 旅館フロント役
  - 西村京太郎トラベルミステリー71（2020年）村川透監督　松本署刑事
  - 西村京太郎トラベルミステリー72（2020年）村川透監督　マタギ　役
  - 西村京太郎トラベルミステリー73（2022年）村川透監督　白木徹　役
- 越境捜査part3 警視庁VS神奈川県警、暴走車を炎上させた空飛ぶ刑事!?（2011年、テレビ朝日）村川透監督 - 佐橋浩太　役
- 検事・朝日奈耀子part10（2011年、テレビ朝日）津崎敏喜監督 - 刑事　役
- タイムスクープハンターSeason4 見せ物  河童珍騒動（2012年、NHK総合）中尾浩之監督 - 釣り人　役
- 相棒Season11 4話 バーター（2012年、テレビ朝日）東伸児監督 - NIA人事部 栄田　役
- 警視庁・捜査一課長〜ヒラから成り上がった最強の刑事!4（2015年、テレビ朝日）濱龍也監督 - 高科幸一　役
- 特命刑事☆二人〜代官山コールドケース〜（2015年、テレビ東京）渡邊孝好監督 - 銀行員　役
- クロスロード（2016年、NHK BSP）藤井裕也監督 - 酒井刑事　役
- 棟居刑事の偽完全犯罪（2016年 テレビ朝日）村川透監督 - 村井豊　役
- 英雄たちの選択 〜鍋島閑叟〜（2016年、NHK BSP） - 鍋島閑叟　役
- 西村京太郎サスペンス 鉄道捜査官18（2018年、テレビ朝日）村川透監督-徳島仁  役
- 棟居刑事の黒い絆（2019年、テレビ朝日）村川透監督-タクシー運転手

### 舞台
- 鶴亀ワルツ（2000年、NHK/RAGS）三越劇場
- おばこ旅館物語（2006年）三越劇場
- いのちの華（2007年）浅草公会堂 目黒パーシモンホール他  地方巡演
- 人生劇場（2008年）浅草東洋館  主演

（2017年）府中市民劇場 再演
- 新宿のありふれた夜（2012年）主演
- シアターX
- 天切り松闇語り 衣紋坂から  （2014年）博品館劇場
- ラ ボエーム  俳優座劇場 （2018）
- 授業　山形県天童市文化市民会館　演出　脚本　出演　（2024）
- 他多数　       出演  演出など

### CM
- 揖保乃糸 時代劇編 親子共演 前田陽一監督
- 揖保乃糸 サラリーマン編 長尾啓司監督
- スカンジナビア航空
- 明星食品 Quick1（2015）
- MSD webCM
- NTT東日本  『「つなぐ」、というエールを。』（2018、2019）
- 政府広報　労務費の転嫁（2024）

### WEB 配信ドラマ
- LOST&FOUND COWBOY Atsushi Ogata監督
- あなたに聴かせたい歌があるんだ（2022年）萩原健太郎監督
- フクロウと呼ばれた男（2024年）石井裕也監督

### ラジオ
- ラジオいきいき倶楽部（NHKラジオ第1） - ゲスト親子対談
- 青春アドベンチャー（NHK-FM）
  - 「ラジオキラー」（2008年）
  - 「碧眼の反逆児 天草四郎」（2009年）
  - 「ごくらくちんみ」（2009年）
  - 「なぞタクシーに乗って」（2010年）
  - 「蜩ノ記」（2012年）
  - 「オリガ・モリソヴナの反語法」（2016年）
  - 「タイム ライダーズ」（2017年）
  - 「クリスマスの幽霊」（2017年）
  - 「毒見師イレーナ」（2018年）
  - 「火喰鳥  羽州ぼろ鳶組」（2018年）
  - 『ディス・イズ・ザ・デイ』（2019年7月1日 - 5日）
    - 眼鏡の町の漂着（2019年7月2日）[2]

  - 「イレーナの帰還」（2020年）
  - 「鬼煙管　羽州ぼろ鳶組」（2020年）
  - 「菩薩花　羽州ぼろ鳶組」（2021年）
  - 「玉麒麟　羽州ぼろ鳶組」（2023年）
  - 「襲大鳳　羽州ぼろ鳶組」（2024年）
  - 『ストーリーボックス ザ・マネー』(1)(3)（2025年2月3日、5日）[3]

### Vシネマ
- ろくでなし LAST DOWN TEN （1993年）長谷部安春監督
- 組織暴力 流血の抗争（1999年）長谷部安春監督      他多数